# Ленде, Лоран
Лоран Ленде (фр. Laurent Lindet, ? — 1769, Шуази-ле-Руа, Иль-де-Франс, Франция) — французский архитектор.
Биографических сведений об архитекторе сохранилось крайне мало. В 1735 году Ленде получил третью премию в конкурсе Королевской академии архитектуры в Париже и второй приз в конкурсе 1737 года.
Лоран Ленде известен главным образом тем, что по его проекту было возведено новое здание Севрской фарфоровой мануфактуры вблизи дворца Бельвю недалеко от Парижа, на левом берегу Сены, где жила маркиза де Помпадур, покровительница мануфактуры, на месте фермы под названием «де ла Гиярд» (de la Guyarde). Здание из трёх ризалитов, центрального и двух боковых, общей длиной 130 метров построили между 1753 и 1756 годами. Центральный павильон увенчан фронтоном с часами. Перед павильоном находился «общественный» двор, огороженный кованой оградой. На первом этаже располагались мастерские, склады сырья и печи для обжига. Выше поселились художники, скульпторы-модельеры, позолотчики и технологи.
Позднее, в здании, которое существует до сих пор, размещалась Высшая педагогическая школа для девушек (фр.), а в наше время Международный центр образовательных исследований (фр.). Сохранились проектные чертежи 1754 года. Один находится в архивах мануфактуры, а другой в библиотеке Национальной школы мостов и дорог, в бумагах инженера Ж. Р. Перроне, руководившего строительством.
Здание мануфактуры вызывало критику современников, но Лоран Ленде оставался архитектором мануфактуры вплоть до своей смерти в 1769 году. Его должность занял Жозеф-Абель Кутюр.